# Antipodocottus
Antipodocottus is een geslacht van straalvinnige vissen uit de familie van donderpadden (Cottidae).

## Soorten
- Antipodocottus elegans Fricke & Brunken, 1984
- Antipodocottus galatheae Bolin, 1952
- Antipodocottus megalops DeWitt, 1969
- Antipodocottus mesembrinus (Fricke & Brunken, 1983)